# Tauner
Die Tauner waren Kleinbauern in der Schweiz und in Südbaden. Der Name Tauner, Thauner oder Tawner geht auf das Mittelhochdeutsche tagewan, tagewen oder -won zurück, das einerseits den Taglohn und andererseits ein Flächenmass bezeichnet, nämlich so viel wie man an einem Tag im Frondienst bestellen kann.
Die Tauner waren keine landlosen Proletarier, sondern besaßen eigene Felder. Allerdings war die Fläche nicht gross genug, um sich und ihre Familien durchbringen zu können. Sie hielten neben anderem Kleinvieh häufig auch Ziegen, die sie auf der Allmend weideten. Um aber ihr Auskommen zu sichern, mussten sie sich bei den Grossbauern verdingen und arbeiteten für sie im Taglohn.
Rechtlich waren die Tauner den Bauern in der Dorfgemeinschaft zwar gleichgestellt, doch nutzten die Grossbauern ihren Besitz, um ihre Vormachtstellung durchzusetzen. Sie waren aber auch auf die Tauner als Arbeitskräfte angewiesen. Nebst Naturalien entlöhnten sie diese mit Zugdiensten etc., etwa beim Ernten und Heuen. Sehr selten wurden sie mit Geld bezahlt. Die Tauner lebten vorwiegend in kleineren Häusern, den Taunerhäusern.